# Шинкевич Іван Артемович
Іван Артемович Шинкевич (4 серпня 1937, село Бородуліно, тепер Оршанського району Вітебської області, Республіка Білорусь) — радянський профспілковий діяч, залізничник, голова ЦК профспілки робітників залізничного транспорту і транспортного будівництва СРСР. Член Центральної Ревізійної Комісії КПРС у 1986—1990 роках. Народний депутат СРСР у 1989—1991 роках.

## Життєпис
У 1958 році закінчив Оршанський залізничний технікум Вітебської області Білоруської РСР.
У 1958—1964 роках — черговий по станції, начальник станції, черговий по парку, маневровий диспетчер, старший помічник начальника станції, станційний диспетчер Горьковської залізниці.
Член КПРС з 1961 року.
У 1964 році закінчив Всесоюзний заочний інститут інженерів залізничного транспорта.
У 1964—1969 роках — секретар партійного бюро станції, заступник начальника станції, головний інженер станції, начальник станції Горьковської залізниці.
У 1969—1971 роках — заступник начальника відділу Горьковського відділення Горьковської залізниці.
У 1971—1975 роках — завідувач відділу Канавінського районного комітету КПРС міста Горького.
У 1975—1976 роках — головний інженер служби руху Горьковської залізниці.
У 1976—1985 роках — в апараті ЦК КПРС.
У 1985—1991 роках — голова ЦК профспілки робітників залізничного транспорту і транспортного будівництва СРСР.
У 1992—1997 роках — голова ЦК Незалежної профспілки залізничників і транспортних будівельників Росії.
З 1997 року — персональний пенсіонер у місті Москві.

## Нагороди і відзнаки
- ордени
- медалі